# 结斯乡
结斯乡，是中华人民共和国四川省阿坝藏族羌族自治州小金县下辖的一个乡镇级行政单位。

## 行政区划
结斯乡下辖以下地区：
王家寨村、廖家园村、大坝村、九扎村、木洛村、向花村和小二普村。